# ملعب المصارعة الدائري
ملعب المصارعة الدائري هو معلم أثري تونسي مصنف من قبل المعهد الوطني للتراث يقع في ولاية صفاقس في اجنوب الشرقي التونسي، تحديدا في مدينة اكولا تم تصنيف المعلم في يوم 22 مارس 1899.

## مقالات ذات صلة
- قائمة المعالم الأثرية المصنفة في تونس